# Andrzej Kiełbasiński

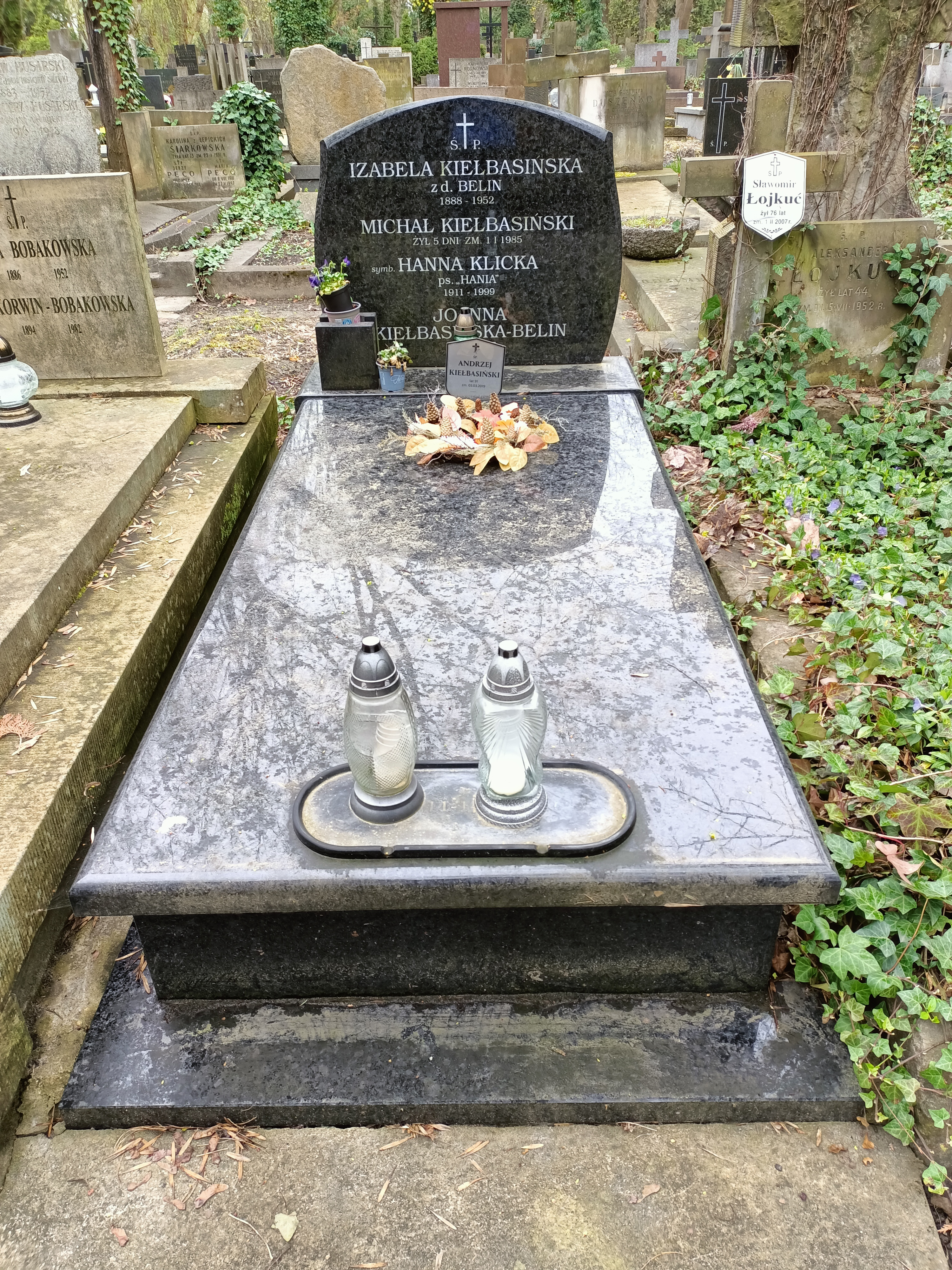
Grób Andrzeja Kiełbasińskiego na cmentarzu powązkowskim w Warszawie

Andrzej Kiełbasiński (ur. 21 czerwca 1927 w Warszawie, zm. 3 marca 2019 tamże) – polski matematyk, profesor doktor habilitowany.

## Życiorys
Urodził się 21 czerwca 1927 jako syn Stanisława Kiełbasińskiego, chemika, profesora Politechniki Łódzkiej.
Podczas powstania warszawskiego był strzelcem ps. Olgierd w VIII Samodzielnym Rejonie Okęcie, w 7 Pułku Piechoty „Garłuch” podlegającemu Warszawskiemu Okręgowi Armii Krajowej. Walczył w szeregach Grupy Bojowej „Krybar” (III zgrupowanie „Konrad”, 1. kompania, pluton 111). Po upadku powstania dostał się do niewoli (nr jeniecki 141259).
Po zakończeniu wojny powrócił do Warszawy, studiował na Wydziale Matematyki Uniwersytetu Warszawskiego. Następnie rozpoczął pracę naukową, specjalizował się w algebrze numerycznej. Na przełomie lat 60. i 70. XX wieku wspólnie z prof. Stefanem Paszkowskim należał do pionierów nowoczesnych metod numerycznych. Stworzył algorytm dodawania liczb, który symuluje arytmetykę podwojonej precyzji mimo wykonywania wszystkich obliczeń w pojedynczej precyzji. Prowadził wieloletnie badania nad numeryczną algebrą liniową oraz teorią błędów zaokrągleń w obliczeniach numerycznych, dzięki czemu był nazywany „polskim Wilkinsonem” (w nawiązaniu do Jamesa H. Wilkinsona, angielskiego matematyka, specjalisty w dziedzinie analizy numerycznej, twórcy tej teorii). Uzyskał stopień doktora habilitowanego, a potem otrzymał nominację profesorską. Pracował w Instytucie Matematyki Stosowanej i Mechaniki na Wydziale Matematyki, Informatyki i Mechaniki Uniwersytetu Warszawskiego, w latach 70. był tam prodziekanem. Od 1966 członek Polskiego Towarzystwa Matematycznego.
19 stycznia 1955 został odznaczony Medalem 10-lecia Polski Ludowej.
Zmarł 3 marca 2019 w Warszawie, pochowany na cmentarzu Powązkowskim (kwatera 111-1-14).